# Mieczysław Jastrun
Mieczysław Jastrun (Korolówka, 29 ottobre 1903 – Varsavia, 22 febbraio 1983) è stato un poeta e scrittore polacco.

## Biografia

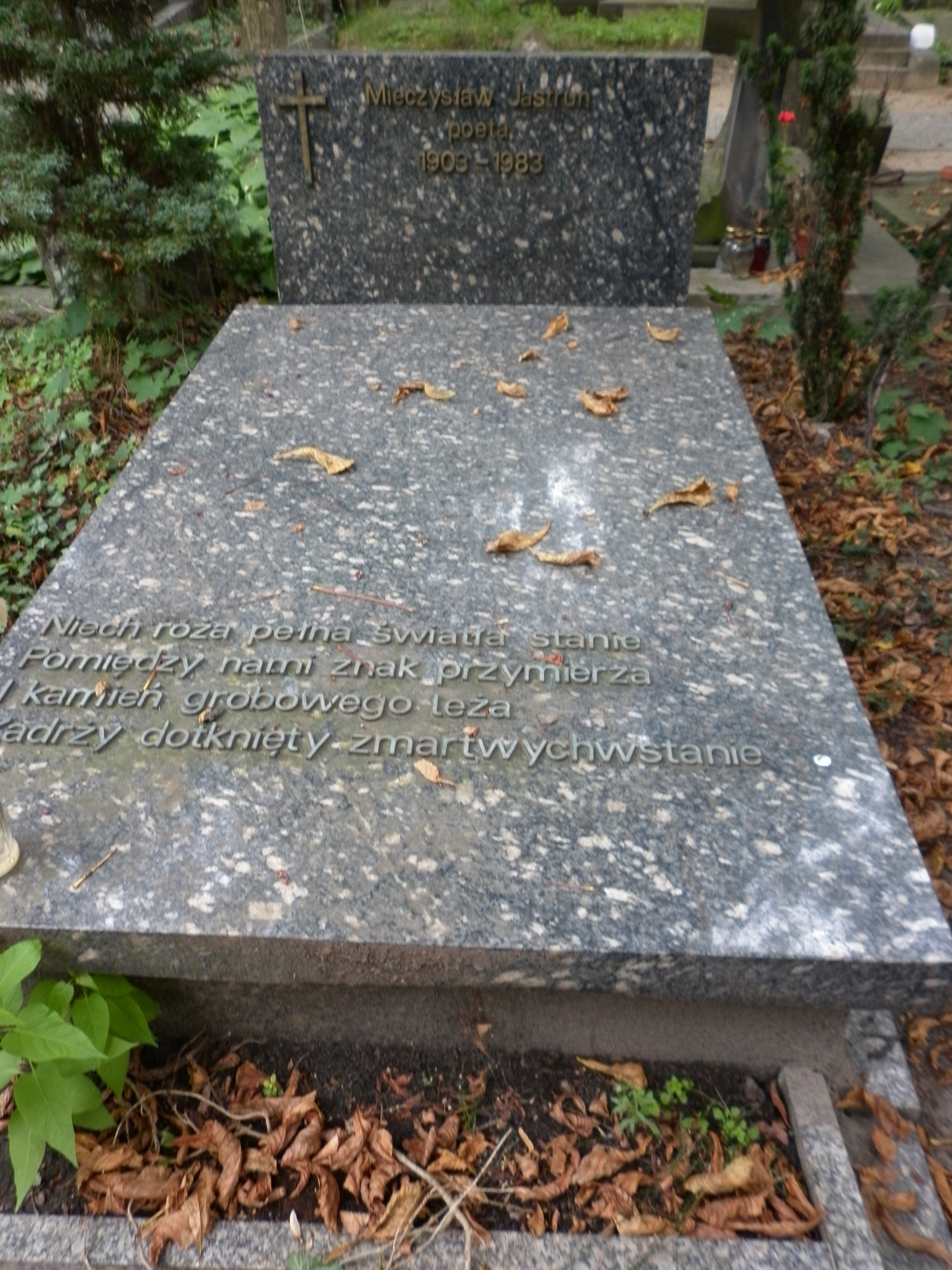
La tomba di Mieczysław Jastrun al cimitero Powązki a Varsavia

Jastrun nacque in una famiglia di origine ebraica e studiò dapprima a Ryglice e successivamente a Cracovia, dove frequentò le scuole superiori e l'università, laureandosi in letteratura polacca. Dopo la laurea approfondì le sue conoscenze riguardanti la filosofia.
Durante la prima guerra mondiale Jastrun si arruolò come volontario e nel primo dopoguerra collaborò con la rivista letteraria Skamander, avvicinandosi al movimento letterario omologo.
Nel corso della sua carriera Jastrun lavorò a Łódź e a Leopoli come insegnante e come traduttore di scrittori russi, tra i quali Aleksandr Sergeevič Puškin e Vladimir Vladimirovič Majakovskij.
Negli anni della seconda guerra mondiale Jastrun si trasferì a Varsavia dove partecipò attivamente alla resistenza polacca.
Nel secondo dopoguerra Jastrun collaborò con la riviste Odrodzenie ("Rinascita") e Kuźnicy ("Fucina").
Nel 1950 sposò la poetessa Mieczysławą Buczkówną (1924-2015), dalla quale ebbe un figlio, Thomas (1950).
In quegli anni insegnò poesia moderna all'Università di Varsavia e si attivò per difendere i diritti di libertà di pensiero e di parola.
Gli scritti di Jastrun evidenziarono una vicinanza ai valori e alla morale tradizionale, formando così una saldatura tra il movimento Skamander e gli scrittori delle generazioni successive. Le opere di Jastrun si caratterizzarono anche per elementi decadentisti, simbolisti e per contenuti di protesta sociale, filosofici e metafisici.
Tra le opere più significative di Jastrun si possono citare Wiersze zebrane (Versi, 1955) e
Gorący popiół (Cenere ardente, 1956), oltreché una importante produzione in prosa e saggistica riguardante la situazione politica polacca.

## Opere

### Poesia
- Spotkanie w czasie, Varsavia, 1929;
- Dzieje nieostygłe, 1935;
- Strumień i milczenie, Cracovia, 1937;
- Godzina strzeżona, Lublino, 1944;
- Rzecz ludzka, Varszavia, 1946;
- Sezon w Alpach i inne wiersze, Cracovia, 1948;
- Barwy ziemi, Varsavia, 1951;
- Poemat o mowie polskiej, Varsavia, 1952;
- Poezja i prawda, Varsavia, 1955;
- Genezy, Varsavia, 1959;
- Większe od życia, Varsavia, 1960;
- Intonacje, Varsavia, 1962;
- Strefa owoców, Varsavia, 1964;
- W biały dzień, Varsavia, 1967;
- Godła pamięci, Varsavia, 1969;
- Wyspa, Varsavia, 1973;
- Błysk obrazu, Cracovia 1975;
- Scena obrotowa, Cracovia 1977;
- Punkty świecące, Varsavia, 1980;
- Wiersze z jednego roku, Varsavia, 1981;
- Fuga temporum, Varsavia, 1986.

### Saggistica
- Mickiewicz, Varsavia, 1949;
- Poeta i dworzanin. Rzecz o Janie Kochanowskim, Varsavia, 1954;
- Wizerunki. Szkice literackie, Varsavia, 1956;
- Między słowem a milczeniem, Varsavia, 1960;
- Mit śródziemnomorski, Varsavia, 1962;
- Wolność wyboru, Varsavia, 1969;
- Sytuacja poezji, 1971;
- Gwiaździsty diament, Varsavia, 1971;
- Walka o słowo, Varsavia, 1973;
- Podróż do Grecji, Cracovia, 1978;
- Forma i sens poezji, Varsavia, 1988.

### Prosa
- Spotkanie z Salomeą, Varsavia, 1959;
- Piękna choroba, Varsavia, 1961;
- Smuga światła, Varsavia, 1983;
- W innym miejscu, w innym czasie, Varsavia, 1994;
- Dzienniki 1955-1981, Cracovia, 2002.